# Ferrocarrils de la Generalitat Valenciana
Pour les articles homonymes, voir FGV.
Ferrocarrils de la Generalitat Valenciana (FGV) (en français : « Chemins de fer de la Généralité valencienne ») est une entreprise publique ferroviaire dépendant du gouvernement autonome de la Communauté valencienne.

## Présentation
FGV est créée le 1er janvier 1987 par le transfert des services de transports ferroviaires assumés jusqu'à présent par l'entreprise publique Ferrocarriles españoles de vía estrecha (FEVE) sur le territoire de la Communauté valencienne.

## Réseau
Ferrocarrils de la Generalitat Valenciana assure la gestion du métro de Valence et du tramway d'Alicante.